# 小俣政男
小俣 政男（おまた まさお、1945年（昭和20年） - ）は、日本の医学者。
東京大学名誉教授。医学博士。専門は消化器内科学。山梨県出身。

## 略歴
1964年3月桐朋高校卒業。1970年3月千葉大学医学部卒業。
1984年2月千葉大学より医学博士の学位を受く（学位論文「HEPATITIS B VIRUS INFECTION AND ASSOCIATED LIVER DISEASE -Serological and Immunohistological Study of Hepatitis B Virus Markers-(B型肝炎ウイルス感染症と肝疾患 -B型肝炎ウイルスの血清及び免疫組織学的研究-)」）。
1979年8月千葉大学医学部附属病院助手。1984年5月同講師。1987年10月同大学医学部講師。1992年4月東京大学医学部教授。1997年4月同大学大学院医学系研究科教授。2009年3月同大学退職。

## 学会及び社会における活動
- 日本消化器癌発生学会名誉会員[6]
- 日本成人病（生活習慣病）学会理事、評議員[7]
- Microwave Surgery研究会名誉会員[8]
- 日本がん分子標的治療学会評議員[9]
- 日本癌学会評議員[10]
- 財団法人国際協力医学研究振興財団評議員[11]
- 日本心臓移植研究会顧問[12]

## 受賞等
- ゐのはな同窓会賞（功労賞）（2003年）

「病態解明に基づくウイルス性肝疾患の治療」

## 主要著書
- 『肝癌を視野に入れた肝炎の日常診療』（日本メディカルセンター、1996年）[14]
- 『心配なあなたに―C型肝炎―肝炎のすすみ方、治療のすすめ方のすべてがわかる』（保健同人社、2002年）[15]
- 『慢性肝炎の最新治療』（主婦と生活社、1995年）[16]